# Laura Elizabeth McCully
Laura Elizabeth McCully, née le 17 mars 1886 et morte le 7 juillet 1924, est une poétesse canadienne et féministe de la première vague.

## Biographie
Originaire de l'Ontario, Laura Elizabeth McCully est l'une des trois enfants survivants du Dr Samuel Edward McCully et d'Helen Fitzgibbon. Elle est la petite-nièce de Jonathan McCully, est un père de la Confédération canadienne. Enfant, elle contribue régulièrement avec des poèmes et de la correspondance dans la section Children's corner du Toronto Daily Mail and Empire. En 1899, elle fait l'objet d'une publication dans le Harper's Bazaar.
En 1907, Laura Elizabeth McCully obtient un baccalauréat à l'Université de Toronto, puis une maîtrise en 1908. Sa maîtrise porte sur l'impact du divorce sur les femmes et les enfants, et sur la façon dont les lois existantes favorisent les hommes. La séparation de ses parents dans les années 1890 influence ses opinions. En 1909, sa mère poursuit son mari devant le tribunal pour bigamie. Il est alors installé à Dallas au Texas. Après avoir déserté la famille, il se marie avec une autre femme et, après son décès, avec une nouvelle compagne.
En 1909, elle reçoit une bourse de l'Université Yale pour sa thèse sur l'ancienne langue anglo-saxonne, ce qui selon le journal torontois World, est à l'époque une reconnaissance rarement accordée à une femme. En 1910, elle retourne dans la maison familiale sans avoir terminé ses études. À son retour, elle travaille pour le Sunday World. Elle étudie le droit au cours des dernières années de sa vie.
En 1916, Laura Elizabeth McCully accueille le diagnostic d'une démence précoce. Une situation qui entraîne différentes hospitalisations, une tentative de suicide et la plonge dans la pauvreté,. Après plus d'un an d'hospitalisation, elle meurt en juillet 1924, survivant à sa mère et à un frère,.

## Publications
Laura Elizabeth McCully publie deux volumes de poésie, Mary Magdalene, and other poems (1914) et Bird of dawn, and other lyrics (1919),,. Dans le Dictionnaire biographique du Canada, Sophia Sperdakos note que les écrits de la poétesse révèlent : « la vulnérabilité des femmes en général, et en particulier des femmes célibataires qui mènent des vies pour lesquelles les précédents et les modèles sont rares ».

## Suffrage féminin
L'engagement de Laura Elizabeth McCully envers le suffrage des femmes et le féminisme se développe au cours de ses études de premier cycle. Membre active de l'Association canadienne pour le suffrage féminin, elle signe notamment un article dans Maclean's en 1912 dans lequel elle affirme qu'« aucun être humain n'est complet sans le statut légal de citoyen »,.
Pendant la Première Guerre mondiale, Laura Elizabeth McCully milite afin de donner aux femmes le droit de porter des armes, ou au moins de servir dans une force auxiliaire. En 1915, elle rejoint la Women's Home Guard et défend ce mouvement dans Maclean's l'année suivante.
Lors de leur première manifestation à l'hôtel de ville de Toronto, elle affirme que près de 700 recrues ont déjà rejoint le mouvement. Elle démissionne cependant de son poste de trésorière de l'organisation un an auparavant, après avoir reproché à Mlle McNab, la présidente du groupe, « des méthodes semblables à celles du Kaiser ». Celle-ci était alors employée dans le secteur des munitions et était la principale bailleuse de fonds de l'organisation,.

## Annexe